# Henri Guilbeaux
Henri Guilbeaux (geboren 5. November 1884 in Verviers, Belgien; gestorben 15. Juni 1938 in Paris) war ein französischer Journalist, Schriftsteller, Pazifist und Kommunist.

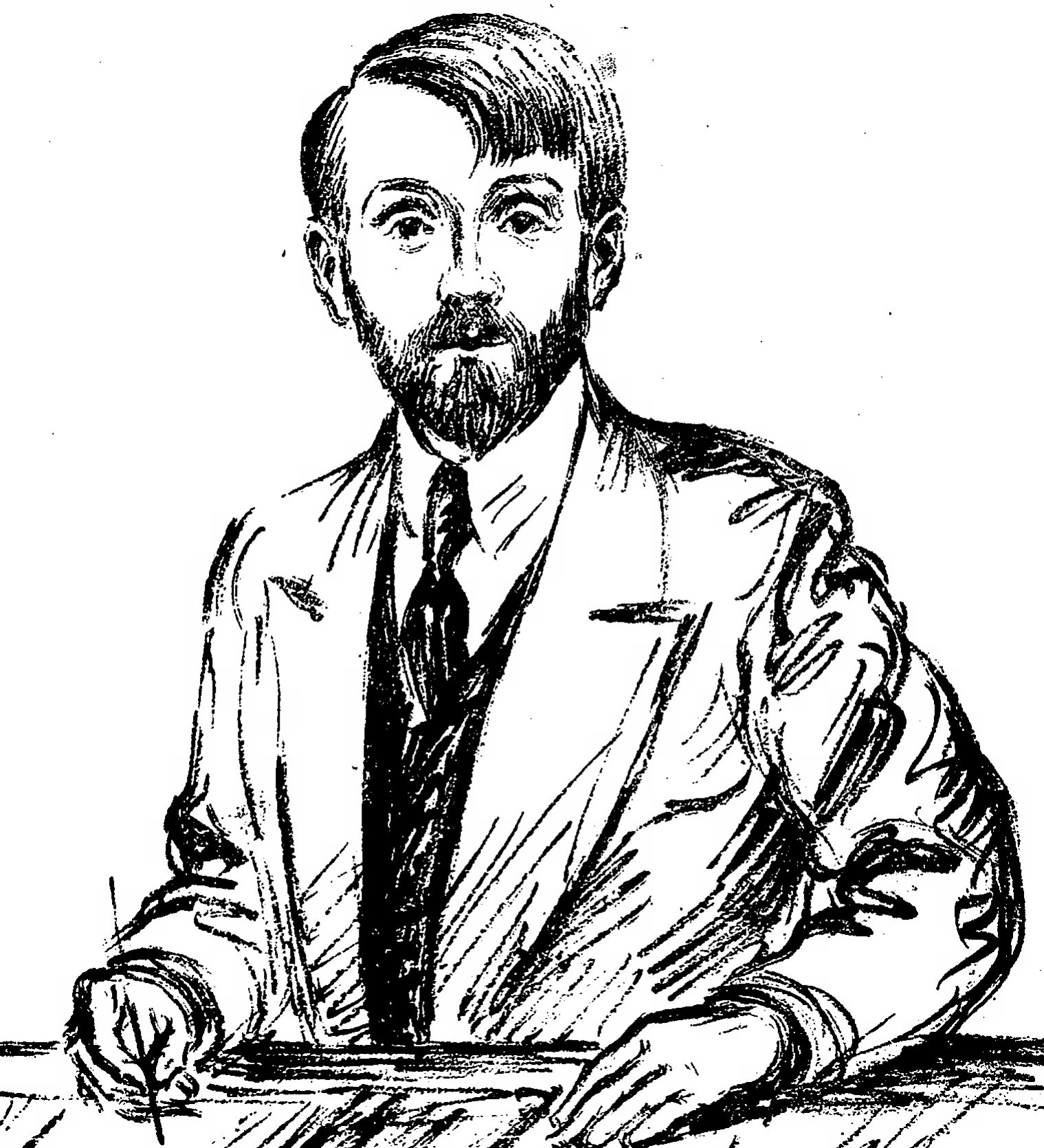
Noël Dorville: Henri Guilbeaux (1919 ?)

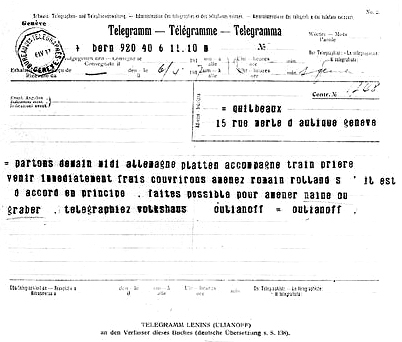
Lenins Abreise aus der Schweiz 1917

## Leben
Henri Guilbeaux stammte aus einer konservativ-klerikalen französischen Familie. Er besuchte die Schule in Charleville und studierte in Lüttich. Auch wegen seiner Ablehnung der weitverbreiteten Germanophobie setzte er 1904 sein Studium in Berlin fort. Ein Ergebnis dieses Aufenthalts war der 1907 im damals deutschen Straßburg verlegte Gedichtband Berlin : carnet d'un solitaire.... Danach versuchte er sich in Paris als literarischer Publizist und Kritiker für verschiedene Zeitschriften der literarischen und künstlerischen Avantgarde, des „Mouvement Anarchiste“ und der Gewerkschaften.
Seine literarischen Vorbilder fand Guilbeaux in Arthur Rimbaud und Paul Verlaine; er schrieb Porträts über Walt Whitman, Jules Laforgue und Émile Verhaeren. 1910 übersetzte er den Tod des Tizian von Hugo von Hofmannsthal ins Französische. 1913 gab er in Frankreich eine Anthologie deutscher Gegenwartslyrik heraus, wobei er selbst einen Teil der Werke übersetzte und die einführenden Essays verfasste; er wurde damit zum ersten Übersetzer Rainer Maria Rilkes ins Französische.
Politisch schloss er sich der Section française de l’Internationale ouvrière an und verfasste eine Schrift über die deutsche Sozialdemokratie, hatte aber auch Kontakt zu anarchistischen und syndikalistischen Kreisen. Wie Romain Rolland, mit dem er im Briefwechsel stand, und Stefan Zweig war er ein Internationalist und Europäer. Der Kriegsausbruch 1914 entzog diesem Denken und seinem Bemühen, mit einer Gesellschaft von Literaten die europäische Verständigung zu fördern, die Grundlage. Guilbeaux wurde als Soldat eingezogen, allerdings bald als untauglich entlassen. Ende April 1915 ging er in die Schweiz und arbeitete in Genf zunächst für die Kriegsgefangenenhilfe des Roten Kreuzes.
Guilbeaux verteidigte den in die Schusslinie der Nationalisten geratenen Pazifisten und Europäer Rolland. Die von ihm zwischen Januar 1916 und Oktober 1918 herausgegebene Zeitschrift Demain wurde zu einem Organ der sozialistischen Kriegsgegner, die sich im September 1915 in der Zimmerwalder Konferenz erstmals zusammengetan hatten. Für die Zeitschrift, die wegen ihrer pazifistischen Einstellung in Frankreich prompt verboten wurde, schrieben Rolland, Pierre Jean Jouve, Marcel Martinet, Edmund Dene Morel, die Russen Lenin, Kalinin, Kamenew, Lunatscharski, Martow, Sinowjew, Sokolnikow und Leo Trotzki, sowie Stefan Zweig, Karl Radek und Ernst Meyer.
Im April 1916 nahm Guilbeaux an der Kientaler Konferenz teil, die den Kurs der Zimmerwalder Konferenz gegen den Krieg bekräftigte. Guilbeaux traf dort den russischen Exilanten Wladimir Iljitsch Uljanow, kehrte „leninisiert“ nach Genf zurück und stand mit ihm fortan in engem persönlichen Austausch. Nach der Februarrevolution 1917 unterstützte er Lenins Fahrt aus der Schweiz nach Russland durch Deutschland. Lenin lud bei seiner Abreise aus der Schweiz am 6. April 1917 Guilbeaux, Charles Naine oder Ernest-Paul Graber und Rolland nach Russland ein. Guilbeaux blieb in der Schweiz und wurde im Sommer 1917 Korrespondent der Prawda. 1917 gab er noch einmal einen kleinen Band mit Antikriegs-Lyrik heraus: Du champ des horreurs. Nach der Oktoberrevolution 1917 wurde er in Frankreich als Revolutionär gefürchtet und es wurden Spitzel auf ihn angesetzt. Die französische Regierung ließ Dokumente fälschen, um ihn der Kollaboration mit den Deutschen zu bezichtigen, was genügte, um ihn von einem Militärgericht noch nach Kriegsende am 21. Februar 1919 in Abwesenheit zum Tode verurteilen zu lassen. Auf französischen Druck hin wurde Guilbeaux in der Schweiz von der Fremdenpolizei erstmals im Juli 1918 für fünf Wochen, dann wieder am 9. November für zwei Monate inhaftiert. Um dieser unsicheren Situation zu entgehen, nahm er die sowjetrussische Staatsbürgerschaft an. Wegen des Spartakusaufstandes in Deutschland verzögerte sich seine Abschiebung aus der Schweiz bis zum 15. Februar 1919, als er mit einem versiegelten Koffer mit einem Russentransport des IKRK durch Deutschland nach Moskau reisen konnte, wo er am 5. März von Lenin begrüßt wurde, rechtzeitig, um noch das Gründungsmanifest der Kommunistischen Internationale zu unterzeichnen.
Guilbeaux lebte drei Jahre in der Sowjetunion. 1921 war er als Mitglied der Parti communiste français französischer Delegierter beim 2. Kongress der Kommunistischen Internationale in Moskau und St. Petersburg. Im Juli 1922 erhielt er eine befristete Aufenthaltsgenehmigung für das Deutsche Reich und reiste mit seiner zweiten, russischen Frau Nina Leontieva nach Berlin, wo er nicht nur die Entwicklung der russischen Avantgardekunst vermitteln, sondern auch die kulturellen Beziehungen zwischen Deutschland und Frankreich wieder mit Leben erfüllen wollte. 1923, noch vor Lenins Tod, erschien Guilbeaux' Werk Wladimir Iljitsch Lenin: Ein treues Bild seines Wesens, die erste Biografie Lenins, zunächst in einer von ihm selbst und Rudolf Leonhard ins Deutsche übersetzten Ausgabe.
Guilbeaux war nun Berliner Korrespondent der kommunistischen Tageszeitung L’Humanité und schrieb auch für die Weltbühne. Nach einer Reise in die Sowjetunion 1924 entfernte er sich immer mehr von deren Kulturpolitik, nachdem der von ihm geschätzte Theaterleiter Meyerhold ein Opfer der Politik geworden war. 1930 kündigte ihm die Humanité den Anstellungsvertrag. Rolland versuchte bereits 1924 in einer öffentlichen Initiative, das Todesurteil in Frankreich aufheben zu lassen. Ein von Bertolt Brecht initiierter Aufruf mit den Unterschriften von Alfred Döblin, Albert Einstein, Sigmund Freud und anderen wurde 1929 in der Zeitschrift Die Menschenrechte der Deutschen Liga für Menschenrechte gedruckt. Beides zeigte keine Wirkung. Verarmt und gesundheitlich ruiniert gingen Guilbeaux und seine Frau im August 1932, dreizehn Jahre nach dem Urteil, illegal nach Paris, wo er sich der Polizei stellte. Nach mehrmonatiger Untersuchungshaft im Cherche-Midi erreichte im Januar 1933 sein Anwalt Henry Torrès in einem viertägigen Prozess vor einem Pariser Militärgericht seinen Freispruch. Herbert Ihering begrüßte die Freilassung in einer kleinen Würdigung des Schriftstellers Guilbeaux im Berliner Börsen-Courier am 28. Januar 1933.
In Frankreich gab Guilbeaux nun die Schriftenreihe Perspectives. Faits Documents Commentaires de notre temps heraus, in der er versuchte, Antworten auf aktuelle politische Fragen zu finden. Dabei kritisierte er sowohl den Nationalsozialismus in Le National-socialisme allemand : L'Etat totalitaire Charte du Travail : Que veut le Troisième Reich? (1934) als auch den Terror des Stalinismus und die Volksfrontpolitik in La fin des soviets (1937). Als Hoffnung erschien ihm die Politik Mussolinis, womit er am Ende zwischen allen Stühlen saß. Unbeachtet verstarb Guilbeaux 1938.

## Schriften (Auswahl)
- Berlin : carnet d'un solitaire. Strassburg, 1907
- Walt Whitman. Paris : H. Fabre, 1910
- La social-démocratie allemande. Historique du mouvement socialiste allemand. Paris : Petite bibliothèque des "Hommes du jour", 1910
- (Hrsg.): Anthologie des lyriques allemands contemporains depuis Nietzsche; choix de poèmes traduits, précédés de notices bio- et bibliographiques et d'un essai sur le lyrisme allemand d'aujourd'hui. Vorwort von Émile Verhaeren. Paris : E. Figuière & cie 1913
- La Poésie dynamique. Paris : éditions de la Revue, 1914
- Pour Romain Rolland. Genève, J.-H. Jeheber 1915
- mit Romain Rolland, P.-J. Jouve, Marcel Martinet, Frans Masereel: Salut à la Révolution russe, 1917. Genève : Édition de la revue Demain
- Le Général et le Lieutenant : correspondance entre Gustave Hervé et Charles-L. Hartmann. Introduktion Henri Guilbeaux. Genf: "Demain", 1917
- Le mouvement socialiste et syndicaliste français pendant la guerre : esquisse historique. Vorwort Wladimir Iljitsch Lenin. Pétrograd : Ed. de l'Internationale communiste, 1919.
- Joseph Solvaster. Aus dem franz. Ms. übers. von Hermynia von zur Mühlen. Dresden : Kaemmerer, 1920
- Kraskreml et autres poèmes. Linolschnitte von Albert Daenens. Paris : Les Humbles 1922
- Le Portrait authentique de Vladimir Ilitch Lénine. Paris : Libr. de l'Humanité, 1924
  - Wladimir Iljitsch Lenin: Ein treues Bild seines Wesens. Übertr. ins Dt. u. Mitw. v. Rudolf Leonhard. Berlin : Verlag Die Schmiede, 1923
- Où va l'allemagne, va l'Europe, va le monde. Paris, Mignolet & Storz 1933
- Du Kremlin au Cherche-Midi. Paris : Gallimard 1933 (Autobiografisch)
- Lénine à Zimmerwald: "La tâche des représentants de la gauche de Zimmerwald dans le parti socialiste suisse". Paris 1934
- Perspectives; faits, documents, commentaires de notre temps. Paris : G. Mignolet et Storz 1934
- Marche sur Rome : L'Etat fasciste : Corporatisme : Expansion mondiale du fascisme. Paris : G. Mignolet et Storz 1934
- La fin des soviets. Les soviets partout. Paris, Société française d'éditions littéraires et techniques, 1937